# Rondine Copeta
Rondine-Copeta is een Italiaans historisch merk van lichte motorfietsen, gebouwd door ex-motorcoureur Angelo Copeta.
Angelo Copeta was een verdienstelijk motorcoureur die vanaf 1952 in dienst van MV Agusta reed en in het seizoen 1953 de 125cc-klasse van de Grand Prix van Spanje had gewonnen.
In 1965 begon hij aan de Via Persani in Vigevano een reparatiewerkplaats voor fietsen en motorfietsen, maar op 23 december 1966 veranderde de bedrijfsnaam in "Rondine S.r.l." en kort na kerst begon de productie van motorfietsen onder de merknaam Rondine. Toen het bedrijf een vennootschap onder firma werd ontstonden er problemen met Gilera, dat juridisch eigenaar was van de merknaam "Rondine", in de jaren dertig overgenomen van vliegtuigfabrikant CNA. Het leidde tot het wijzigen van het merklogo, maar de merknaam "Rondine-Copeta" kon blijven bestaan. 
Het kleine bedrijf, gevestigd in het historische centrum van Vigevano, had slechts enkele werknemers en was meer een assemblagebedrijf, dat lichte motorfietsjes samenstelde uit onderdelen die elders werden ingekocht. De meeste modellen hadden standaard telescoopvorken, maar voor duurdere en sportieve modellen werden ook duurdere vorken van Ceriani of Marzocchi gebruikt. De remmen kwamen van Bernardi Mozzi Motor, de verlichting van CEV, de sturen, hendels en schakel- en rempedalen van Domino of - weer bij de duurdere modellen -  van Tommaselli. Zo werden minibikes, toer- sport- en crossmotorfietsjes gebouwd, maar ook een opvouwbaar damesmodel, de Mini Lady. De machines waren bijna altijd tweekleurig: oranje/grijs, oranje/zwart, rood/grijs, rood/zwart, lichtbouw/grijs, lichtblauw/zwart en goudgeel/grijs. Als een van de weinigen leverde Copeta de machines ook met vier versnellingen, met het vierversnellingsblok van Malanca. Door het gebruik van componenten van toeleveranciers kon het gebeuren dat de Rondine-Copeta's weleens afweken van de folders en zelfs binnen dezelfde productieseries kon men verschillende componenten aantreffen.
De frames werden echter niet ingekocht maar in eigen beheer geproduceerd. In feite waren het dubbele wiegframes, maar waar zo'n frame normaal gesproken slechts een enkele bovenbuis had, waren het er bij de Copeta-frames twee die vanaf het balhoofd in een scherpe V-vorm uit elkaar gingen en eindigden bij de bevestigingspunten van de achterschokdempers.
De productie werd in 1981 beëindigd.